# Giuseppe Mottola
Giuseppe Mottola (ur. 20 kwietnia 1936 w Calvi, zm. 20 listopada 2007) – włoski polityk, poseł do Parlamentu Europejskiego III i IV kadencji.

## Życiorys
Był dyrektorem we włoskiej izbie handlu oraz we włoskiej konfederacji związków rolniczych (Coldiretti). Był długoletnim działaczem i członkiem władz regionalnych Chrześcijańskiej Demokracji, zasiadał w radzie regionalnej, pełnił też funkcję asesora ds. rolnictwa.
W latach 1989–1994 (z ramienia chadecji) i 1998–1999 (z listy Włoskiej Partii Ludowej) sprawował mandat posła do Parlamentu Europejskiego III i IV kadencji.